# 루이제트 뒤소
루이제트 뒤소(프랑스어: Louisette Dussault, 1940년 6월 12일 ~ 2023년 3월 14일)는 캐나다 퀘벡주 출신 배우이다.

## 출연

### 영화
- 보이지 않는 숨결 (2004년) - 파비엔 역
- 북풍이 보내준 고양이 (1998년)
- 사이먼의 탐험 여행 (1990년)